# リッターカー

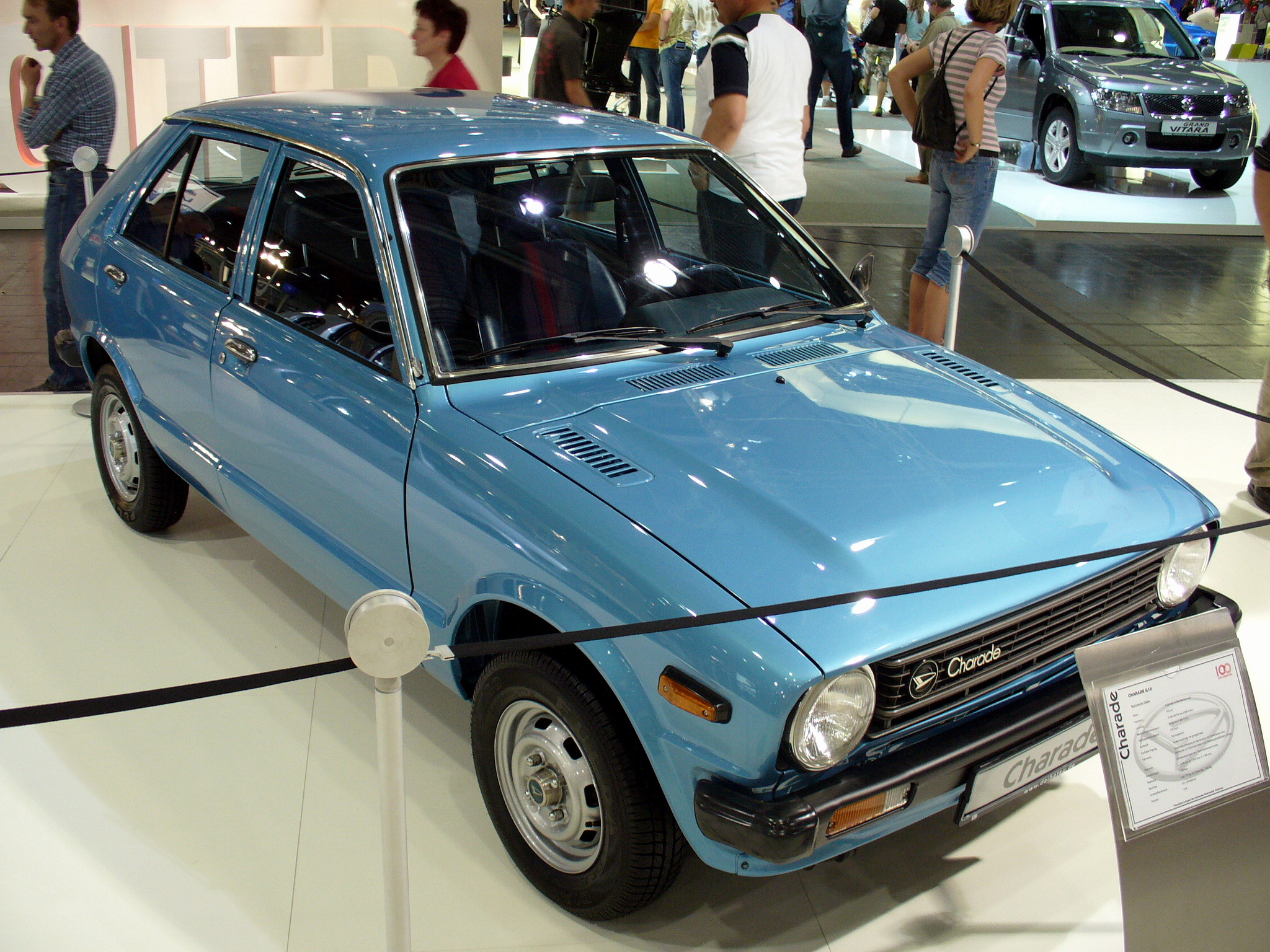
「リッターカーの元祖」となった初代ダイハツ・シャレード

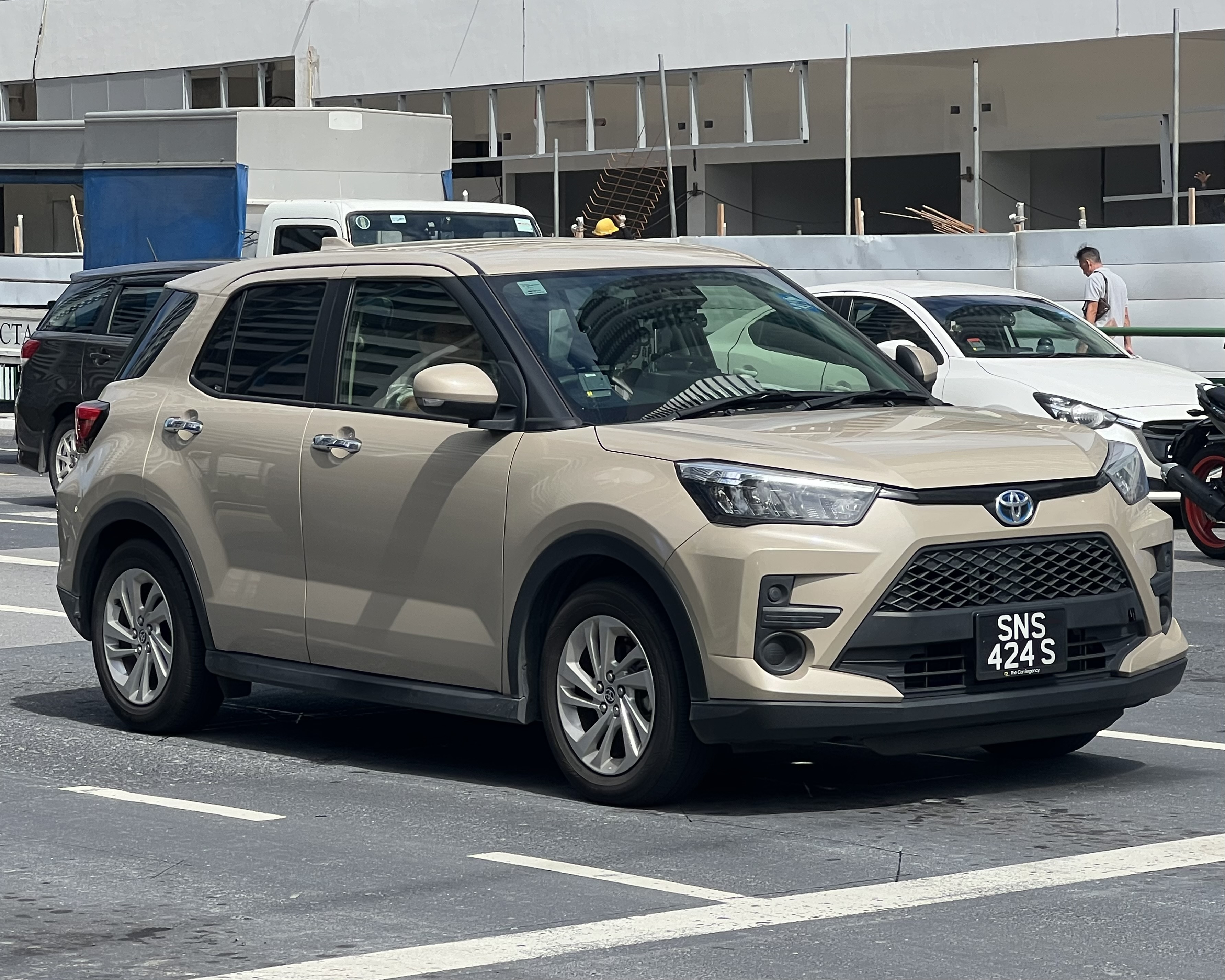
2020年現在におけるリッターカーの代表的な車種となるトヨタ・ライズ（2代目ダイハツ・ロッキーのOEM）

リッターカーとは、排気量1,000ccクラスの小型乗用車（排気量1リッターのカー）。和製英語である。現在では英語由来のコンパクトカー、スモールカーといった言葉も使われるようになっている。多くのリッターカーは寸法から、欧州での自動車分類であるAセグメントにも分類される。

## 歴史
1950年代の日本の大衆車には、ダットサン・ブルーバードやトヨペット・コロナといった1リッタークラスの車種が数多く存在していた。ところが小型車規格（5ナンバー）の上限が1.5リッターから1.9リッターに拡大されたことにより、1960年代にはかつてリッターカーだった車種の排気量が大きくなり、ファミリーカー市場の上級志向が強まった。
1960年代には三菱・コルト1000やダイハツ・コンパーノ1000が登場し、特に1966年にはダットサン・サニーとトヨタ・カローラが誕生した。この1966年は後に「マイカー元年」と呼ばれるようになる。しかしこれらも、市場競争により排気量が拡大されていった。1970年代に入れば厳しい自動車排出ガス規制の影響もあって、排気量や車体サイズが肥大化する傾向がさらに強まっていたために、リッターカー市場に残っていた旧世代のモデルも皆淘汰され、空白となった。
こうした中で1977年秋、ダイハツ工業はシャレードという名の小型車を発売した。シャレードは当時としても小さなエンジンに簡素で小柄な車体を組み合わせており、オーナーにとって経済的なことはもちろん、環境に与える悪影響も少ないと判断された。シャレードの開発思想は当時の自動車評論家から高い評価を受け、販売面でもヒットとなったのである。シャレードのエンジンが1,000ccだったことからリッターカーという言葉が生まれ、「大衆向け乗用車を生産する自動車メーカーはリッターカーを積極的に開発すべきだ」という声も上がるほどだった。なおシャレードの宣伝キャッチコピーは「5ヘーベカー」（5m2カー）というもので、リッターカーというのはマスコミが作った造語と見られる。
これに感化されたのか、1980年代には後に紹介されるように多くのリッターカーが誕生し、バブル景気だった影響もあってかつてのように消え去ることはなかった。1990年代には世界戦略車が市場を牽引していったものの、2000年代に入ればそれらも減少傾向にあった。2010年代にはハイトワゴン以外のリッターカーは、もはや普通車並に豪華になった軽自動車よりも販売台数が伸びなくなってきた。2020年代に突入してからは購入の選択肢が軽自動車と高級車へ二極分化が進み、さらに電気自動車の登場によりますます市場が狭くなりつつある。

## 代表的な車種
日本国内で販売され、1970年代後半以降のリッターカーにカテゴライズされた主な車種は、上記のシャレードのほか、
- ダイハツ工業/トヨタ自動車：YRV（1,000cc3気筒エンジン搭載車のみ、親会社トヨタへのOEM供給なし）、ミラジーノ1000（親会社トヨタへのOEM供給なし）、ストーリア/デュエット（1,300cc4気筒エンジン搭載車除く）、ヴィッツ→ヤリス(/プラッツ→ベルタ)（いずれも4気筒、3気筒を問わず各種1,000ccエンジン搭載車のみ）、ブーン/パッソ（2代目モデルまでの1,300cc4気筒エンジン搭載車除く。このほか後述する欧州仕様3代目モデルのスバル・ジャスティもこの兄弟車となる。）、トール/ルーミー/タンク(このほか後述する日本仕様2代目モデルのスバル・ジャスティもこの兄弟車となる。)、ロッキー（2代目モデル）/ライズ（1,000cc3気筒エンジン搭載車のみ）
- 日産自動車：マーチ（3代目までの1,000cc4気筒エンジン搭載車のみ）
- スズキ：カルタス（1,000cc3気筒エンジン搭載車のみ）やワゴンRワイド（のちワゴンR+→ワゴンRソリオ→ソリオ）（2代目モデルまでのターボを含む1,000cc4気筒エンジン搭載車のみ）、スイフト（1,000cc3気筒ターボエンジン搭載車のみ）、バレーノ（1,000cc3気筒ターボエンジン搭載車のみ）、XBEE
- SUBARU：ジャスティ（日本仕様を含む初代モデルの1,000cc3気筒エンジン搭載車、および日本仕様2代目、欧州仕様3代目）、ドミンゴ
- 三菱自動車工業：ミラージュ（6代目の前期モデルのみ）

などがある。
ヨーロッパでは日本で言うリッターカー（Aセグメント）が量販クラスであり、庶民の足として使われている。一方、日本では同じくAセグメントに分類される存在で税制などの点で様々な特典のある軽自動車という枠が存在するため、リッターカーは中途半端な存在と見られやすい面もある。それどころか、購入費は安くても維持費は高く、5年後の査定も安いために、安全装備や快適装備が豪華になった軽自動車のほうが多くのメリットがある。しかしヨーロッパでの戦略を考えると、良質なリッターカーの開発は欠かせないとされる。トヨタがスターレットより若干小さい初代ヴィッツ（日本以外の国ではヤリス）を開発したのも、それまで弱点と言われたヨーロッパ市場に本格攻勢をかけるためだったと言われる。今ではさらに小さく1LエンジンがメイングレードのアイゴやiQ（2020年6月現在絶版）をラインアップに加えている。その点で国産各社のリッターカーの動向は非常に重大な意味を持つと見る意見が多い。
上記のスバル・ドミンゴやワゴンRワイドをはじめとして日本の熾烈な競争で鍛えられた軽自動車をベースにエンジンスワップを含む仕様変更を施してリッターカーを作るケースも散見され、欧州市場に輸出されるケースは少なくない。また新興国戦略においても、プロトン・ジュアラ(≒三菱・タウンボックスワイド)やマルチ・800、大宇・ティコ(ともに≒スズキ・アルト)、プロドゥア・クナリ(≒ダイハツ・ムーヴ)のように重要な役目を果たす事例が多々見られる。